# Östgötakuriren (1932)
Östgötakuriren var en upplaga av Wadstena Läns Tidning som gavs ut under tiden 8 januari 1932 och 18 mars 1933.
Tidningen kom ut med två provnummer den 4 och 5 januari 1932 med titlarna Tidningen Östgötakuriren och Bladet Östgötakuriren men sedan blev titeln bara Östgötakuriren.
Redaktionsort till 2 juli 1932 var Skeninge och sedan för tiden efter utgivningsuppehållet från 4 november 1932 till 18 mars 1933 saknas uppgift men troligen satt redaktionen i Vadstena. Ansvarig utgivare och redaktör för tidningen var Anders Börje Falck. Tidningen kom 4 dagar i veckan måndag, tisdag torsdag och fredag till 27 maj, sedan måndag, tisdag, torsdag och lördag till uppehållet och efter uppehållet 3 dagar i veckan tisdag, torsdag och lördag.
Tryckningen skedde på Wadstena Läns Tryckeri hela tiden och bara med svart. Tidningen hade 4-8 sidor och satsytan var stor mest 49,5 x 31,5 cm. Tidningen hade ett utgivningsuppehåll 3 juli 1932 till 3 november 1932. Årsprenumerationen kostade 3 kronor.